# Новые Терешки
Но́вые Тере́шки (укр. Нові Терешки), до 2016 года — Жовтне́вое (укр. Жовтневе) — село в Красиловском районе Хмельницкой области Украины.
Население по переписи 2001 года составляло 116 человек. Почтовый индекс — 31032. Телефонный код — 3855. Занимает площадь 0,194 км². Код КОАТУУ — 6822788802.

## Местный совет
31032, Хмельницкая обл., Красиловский р-н, с. Терешки, ул. Ленина